# Английский бильярд
Англи́йский билья́рд (англ. English billiards, также существует упрощённое название billiards) — разновидность бильярда, сочетающая в себе элементы игры в карамболь и «лузный» бильярд. Зародилась и является наиболее распространённой в Великобритании.

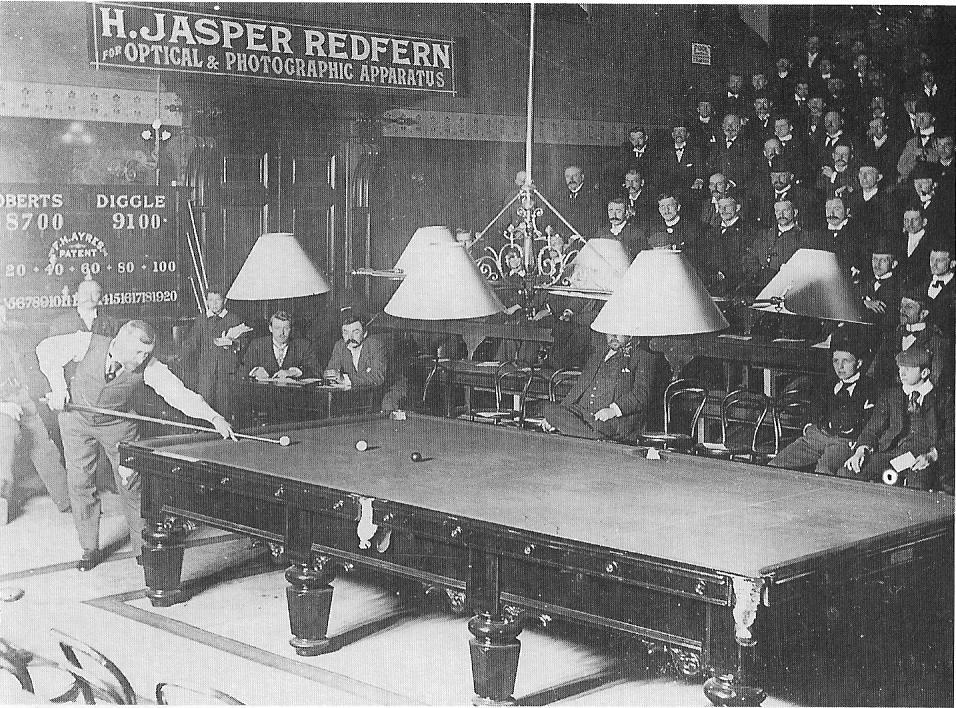
Игра в английский бильярд. Конец XIX века

## История
Английский бильярд был создан в начале XIX века и вплоть до 20-х годов XX века считался самым популярным видом бильярда в Британской империи. Многие специалисты считают, что лучшим игроком в английский бильярд всех времён является австралиец Уолтер Линдрум, который проводил свою профессиональную карьеру в 1911—1950 года и установил множество абсолютных рекордов. До сих пор английский бильярд наиболее популярен в Великобритании, также есть сильные игроки из Индии и некоторых других стран мира. В настоящее время главными международными организациями этой игры являются IBSF и WPBSA.

## Основные элементы правил игры
Английский бильярд представляет собой смешение карамболя и лузного бильярда. Играется на столе для снукера (размеры — 1.7 x 3.8 м.). Для игры используется 3 шара: 2 белых (хотя с недавних пор применяются 1 белый и 1 жёлтый) и красный шар, всегда являющийся прицельным.
В игре участвуют обычно два бильярдиста (также возможна командная игра). Для каждого соперника предназначен отдельный биток; в случае, если оба битка белого цвета, то на одном из них наносится отличительная отметка (чаще всего просто чёрная точка).
Цель игры, как и в большинстве других видов бильярда — набрать в рамках правил больше очков, чем соперник. Очки набираются преимущественно за счёт серии. Существует три способа набора очков:
1. «Кэннон двумя шарами» — за один удар коснуться битком прицельного (красного) шара и битка соперника. За успешное выполнение такого кэннона игрок набирает 2 очка;
2. англ. «Winning hazards» — забить либо красный шар (3 очка) либо биток соперника (2 очка);
3. англ. «Losing hazards» — забить любой биток карамболем (в этом случае ударом от шара). Если биток упадёт в лузу, ударившись сперва о красный шар — игрок набирает 3 очка; если о другой биток — 2 очка.

После каждого успешного удара серия продолжается. В отличие от снукера, количество набранных очков серией в английском бильярде практически не ограничено (за исключением профессиональных турниров, в которых вводится определённый лимит на количество ударов). К примеру, мировой рекорд по величине брейка установил Уолтер Линдрум — 4137 очков.
В английском бильярде, как и в других видах бильярда, при нарушении правил назначается штраф. В случае штрафа сопернику присуждаются 2 очка и ему же передаётся право удара. Соперник может либо играть из сложившейся в результате предыдущего удара позиции, либо попросить восстановить позицию рефери. Штраф назначается в немногих случаях:
1. Если игрок ударил по битку соперника;
2. если шар(ы) выскочил(и) за пределы стола;
3. если игрок промахнулся по прицельному шару;
4. если произошёл пропих;
5. если биток перескочил через прицельный шар;
6. если игрок выполняет 16-й подряд «winning hazards» или 76-й подряд «losing hazards»;
7. если игрок тронул какие-либо другие шары во время игры с руки (точнее — сектора D).

## Известные игроки
- Уолтер Линдрум
- Джо Дэвис
- Рекс Уильямс
- Том Ньюмен
- Мельбурн Инмэн
- Кларк Макконэки
- Фред Дэвис
- Вилли Смит